# 吳建恆
吳建恆（英語：Ken Wu，{|4月22日|），中國廣播公司DJ以及主持人。現為中廣流行網《娛樂E世代》節目主持人。曾主持TVBS-G《AIUEO》、MTV《日韓音樂瘋》、FOX娛樂台《就是愛JK》、緯來日本台《日本學問大》。

## 主持經歷

### 電台節目
- 中廣閩南語網 《青春之夜》
- 中廣流行網 《今夜星辰》
- 中廣流行網 《午餐的約會》
- 中廣流行網 《KEN將放音樂》
- 中廣流行網 《娛樂E世代》
- 中華航空、澳門航空空中頻道DJ

### 電視節目
- 中視二台《頭號娛樂》
- 台北TV《台北娛樂》
- TVBS-G《AIUEO》
- ET Jacky《ET TOKYOMON》
- MTV《日韓音樂瘋》（2007年3月12日 - 2010年6月30日）
- FOX娛樂台《就是愛JK》（2010年7月19日 - 2013年6月29日）
- MTV《我愛偶像》（2013年11月4日 - 2019年6月）
- 緯來日本台《日本學問大》

## 戲劇演出

### 客串
- 2006年白色巨塔 / 飾演陳文進醫師（第21集）
- 2010年愛似百匯 / 飾演DJ（聲音演出）
- 2013年k歌情人夢 / 飾演DJ
- 2022年仙女姐姐來我家 / 飾演主持人（第9集）

## 著作
- 《心靈酸辣湯》 有聲書（與鄭開來合著）
- 《冒險的心》（1998年7月1日出版 / ISBN 9578513925）
- 《我可口你可樂》（1999年12月1日出版 / ISBN 9576674859）
- 《烘焙幸福的杯子蛋糕》（以克勞蒂杯子蛋糕名義）（2011年9月1日出版 / ISBN 9789867637727）
- 《大好人韓國趴趴走》（2015年2月11日出版 / ISBN 9789869108638）
- 《謝謝，讓我遇見你》（2019年9月24日出版 / ISBN 9789571379500）

## 獎項紀錄

### 廣播金鐘獎
| 年份   | 頒獎典禮     | 獎項                     | 入圍者    | 結果 |
| ------ | ------------ | ------------------------ | --------- | ---- |
| 2002年 | 第37屆金鐘獎 | 最佳流行音樂節目主持人獎 | 吳建恆    | 提名 |
| 2018年 | 第53屆金鐘獎 | 最佳流行音樂節目獎       | 娛樂e世代 | 獲獎 |
| 2019年 | 第54屆金鐘獎 | 最佳流行音樂節目獎       | 娛樂e世代 | 提名 |
| 2019年 | 第54屆金鐘獎 | 最佳流行音樂節目主持人獎 | 吳建恆    | 獲獎 |

## 外部連結
- 中國廣播公司全球資訊網-吳建恆
- 吳建恆KEN的Facebook專頁
- 吳建恆KEN的新浪微博
- Cloudy cupcake 克勞蒂杯子蛋糕官方網站
- Cross Caf'e 克勞斯咖啡店的Facebook專頁
- 吳建恆的Instagram帳戶